# Enno Wilhelm von Innhausen und Knyphausen
Enno Wilhelm Freiherr von Innhausen und Knyphausen, auch Enno Wilhelm zu Innhausen und Knyphausen (* 28. März 1586 auf Schloss Lütetsburg; † 16. November 1656 ebd.), war ein Kommandant der Garnison Hamburg und dänischer Generalquartiermeister.

## Leben

### Herkunft und Familie
Enno Wilhelm war Angehöriger des friesischen Häuptlingsgeschlechts Innhausen und Knyphausen. Seine Eltern waren Wilhelm zu Innhausen und Knyphausen (1557–1631) und Hyma, geborene Manninga, Erbin der 1584 zum Fideikommiss erhobenen Herrschaft Lützburg. Der schwedische Feldherr Dodo (1583–1636) war sein Bruder. Enno Wilhelm eignete sich nach dem Tod seines Bruders Dodo die Besitzungen Lütetsburg an, erst 1677 konnten Dodos Erben ihren Besitz zurückerlangen.
Enno Wilhelm heiratete 1617 Anna Maria von Amelunxen († 1657). Aus der Ehe gingen  zwei Söhne und eine Tochter hervor, darunter der niederländische Diplomat Rudolf Wilhelm zu Innhausen und Knyphausen (1620–1666). Die durch Enno Wilhelm gestiftete freiherrlich niederländische Linie wurde 1814 ebd. naturalisiert und ist 1884 erloschen.

### Werdegang
Inn- und Knyphausen besuchte ab 1593 gemeinsam mit seinen älteren Brüdern das Pädagogium Herborn, ab 1594 die Universität Marburg, schließlich ab 1600 die Universität Heidelberg. 1602 erlernte er in der niederländischen Kompanie seines Bruders Dodo das Kriegshandwerk. Er verbrachte dann einige Jahre zu Hause, um dann seine Kavalierstour anzutreten, die ihn nach Frankreich und Italien führte, wo er 1607 die Universität Siena besuchte, dann weiter in die Schweiz und die Niederlande.
Er wurde 1612 Hofmeister und Geheimer Rat am Hof von Enno von Ostfriesland. 1615 nahm er unter dem Befehl von Friedrich von Solms am Entsatz Braunschweigs teil. Seit 1617 war er Administrator des Kollegiums der ostfriesischen ritterschaftlichen Gemeinen Landeskollekten. Er wurde 1618 auch hamburgischer Hauptmann und war bis 1620 Kommandant der ganzen Garnison Hamburg. 1625 avancierte Inn- und Knyphausen zum dänischen Generalquartiermeister. In der Schlacht bei Lutter geriet er in Gefangenschaft, wurde aber ausgelöst. 1627 nahm er seinen Abschied aus dänischen Diensten und übernahm wieder die hamburgische Garnison. In dieser Stellung stieg er 1632 zum Obristleutnant auf. Nunmehr bewährte er sich 1630 im Krieg mit Dänemark und hielt seinen Posten bis 1643.
Er begab sich dann nach Lütetsburg und nahm das Erbe seines Bruders Dodo anstelle seines eigentlich erbberechtigten Neffen Enno Adam (1611–1654) in Besitz. Der dadurch ausgelöste Erbstreit konnte erst 1677 beigelegt werden.
Gemeinsam mit Franz Ico von Frydag nahm er als ostfriesischer Gesandter am Friedenskongress in Münster und am Reichstag in Regensburg 1653 teil.
Bereits 1634 wurde er mit dem Namen „der Verfolgende“ in die Fruchtbringende Gesellschaft aufgenommen. Er war Erbherr auf Upleward.